# Základní komunikační systém
Základní komunikační systém, zkráceně ZÁKOS, byla koncepce rozvoje silniční sítě v Praze v letech 1974–1990.
ZÁKOS byl ve své době realizován jen zčásti; jeho úplné dobudování znemožnila sametová revoluce a celková změna charakteru automobilové dopravy v české metropoli. I přesto současné plány obsahují stále mnoho z původního ZÁKOSu.

## Historický vývoj
Z původní koncepce roštového systému autodráhových komunikací ze 60. let (plán uvažoval tři severojižní „magistrály“ a dvě východozápadní „tangenty“) roztínajících kompaktní město se po mírných úpravách stal okružně radiální systém ZÁKOS. V roce 1972 organizace Národního výboru Prahy vypracovaly takzvaný „Plánovitý podklad přípravy a výstavby ZÁKOSu v Praze“, jehož koncepci vláda České socialistické republiky 4. prosince 1974 schválila.
Budování celého systému bylo rozděleno do etap a několika pětiletek tak, aby bylo možné jej dokončit někdy kolem roku 2000. Počítalo se již se záchytnými parkovišti. Investice do celé silniční sítě se počítaly v miliardách Kčs. Vedle metra a přestavby železničního uzlu tak vznikl další velkolepý projekt v oblasti dopravy v metropoli.
Z navrhovaných staveb se podařilo dokončit pouze Severojižní magistrálu, některé z radiál a jihozápadní část středního okruhu včetně Barrandovského mostu.

## Charakteristika

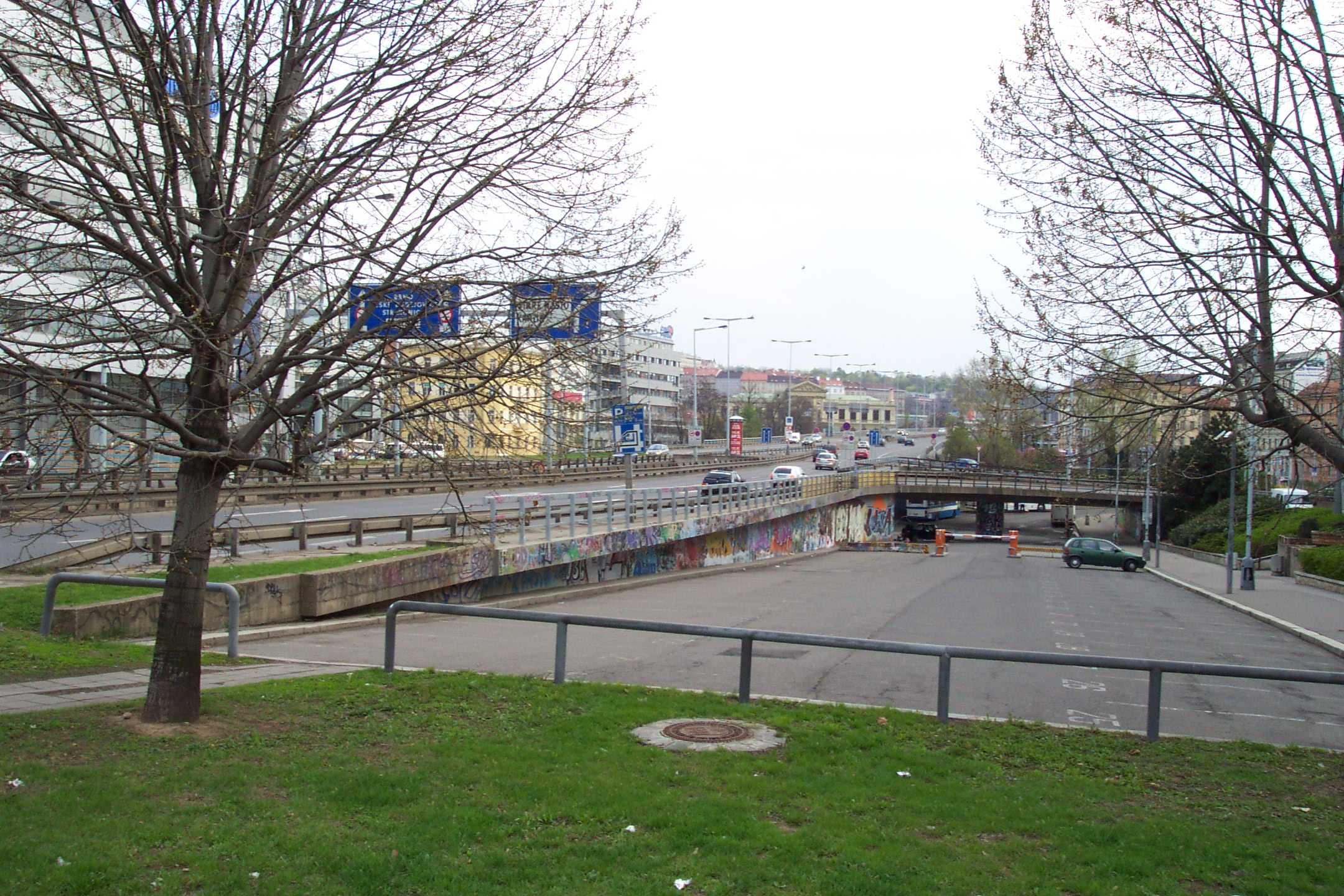
Severojižní magistrála byla jednou z klíčových součástí ZÁKOSU

ZÁKOS byl založen na koncepci roštových radiál (celkem devět), které by propojovaly vnější a střední okruh. Uvnitř středního okruhu se pak měly křížit dvě magistrály: Severojižní magistrála a uvažovaná východozápadní magistrála, jejíž součástí měl být silniční most na Výtoni a která měla propojovat Radlickou a Strašnickou radiálu. Husitská a Koněvova ulice měly být přeměněny na přivaděč k Žižkovské radiále.
Přehled radiál:
- Chuchelská radiála resp. Strakonická (dokončena v 80. letech)
- Radlická radiála (vnější úsek dokončen 1980)
- Břevnovská radiála (nyní ve fázi plánování)
- Veleslavínská radiála (po roce 1989 vypuštěna)
- Prosecká radiála resp. V Holešovičkách (etapy dokončeny 1980 a 1992)
- Vysočanská radiála (dokončeno 2011)
- Žižkovská radiála (po roce 1989 vypuštěna - původní plán)
- Strašnická radiála resp. Štěrboholská radiála (etapy dokončeny 1997 a 1999)
- Pankrácká radiála resp. Chodovská radiála (dokončena 1971)[zdroj⁠?!]
- Krčská radiála (po roce 1989 vypuštěna)

## Změny po roce 1990
Koncepce ZÁKOSu byla přehodnocena na počátku 90. let 20. století. Územní plán Prahy (1996) přejmenoval ZÁKOS na HUS (hlavní uliční skelet) a odstranil z něj nejničivější záměry, zejména Žižkovskou radiálu s přivaděčem (od dálnice D11 až k Bulharu), Veleslavínskou radiálu místo Buštěhradské dráhy a propojení uvnitř středního okruhu.
Z některých návrhů se však vycházelo i při tvorbě nových koncepcí v oblasti budování pražského a městského okruhu. Bylo převzato 7 z 9 radiál. Po mnoha sporech byl dokončen i rozestavěný Strahovský tunel, jako součást okruhu vnitřního i středního. Městský (střední) okruh zůstal fixován prakticky ve své původní trase. Plánované úseky byly ale převedeny z velké části pod zem (jeho součástí jsou dokončené tunely Mrázovka a Blanka).